# Fällungsform
Die Fällungsform bezeichnet in der quantitativen Analyse, speziell der Gravimetrie, die chemische Verbindung, die bei einer Fällungsreaktion ausfällt jedoch undefinierte Niederschläge unbekannter Stöchiometrie (z. B. Kristallwasser) enthält, welche nicht zur quantitativen Bestimmung eines chemischen Stoffes eingesetzt werden können. Die Überführung in die Wägeform, die eine definierte Zusammensetzung besitzt, kann beispielsweise durch Trocknung oder Glühen erfolgen.